# 王素蘭
王素蘭，是臺灣女性化學家，畢業於國立台灣師範大學化學系、國立臺灣大學化學碩士與爱荷华州立大学化學博士。她的專長是在結晶學與固態無機結構化學，在國立清華大學服務的二十六年期間，建立了一流的晶形奈米孔洞材料合成實驗室，迄今已發表超過兩百七十餘篇SCI論文。近年來在奈米孔洞材料的研究上屢有創新突破。為第六屆「台灣傑出女科學家獎」得主。

## 生平
- 1976年，畢業於國立台灣師範大學化學系。
- 1980年，於國立台灣大學化學研究所取得碩士學位 。
- 1985至1986年，於愛荷華州立大學化學研究所取得博士學位後於Exxon Research & Engineering Co.進行博士後研究。
- 1986年，於國立清華大學化學系擔任副教授。
- 1991年，升等為國立清華大學化學系教授。
- 2003至2006年，擔任國立清華大學高中科學人才培育計畫主持人。
- 2006至2008年，擔任國科會自然處化學學門諮議委員。
- 2006至2009年，擔任國科會化學推動中心審議委員。
- 2007至2008年，擔任中國化學會新竹分會理事長。
- 2006至2009年，擔任國立清華大學化學系主任。
- 2010年，擔任國立清華大學基礎科學中心主任。
- 2010年迄今，擔任國科會自然處化學審議委員。

## 研究專業
王素蘭教授的專長為結晶學與固態無機結構化學，服務清華26年期間，建立了晶形奈米孔洞材料合成實驗室，研究成果極為豐碩，迄今已發表超過270餘篇SCI論文。尤其近年來在奈米孔洞材料的研究上屢有創新性的突破，並將新穎且創紀錄的成果以清華大學(NTHU)命名，提升台灣學術的世界知名度。以NTHU為名的每一個新物質都有獨特豐富的化學與應用性質，屢為頂尖期刊論文引用，並被收錄於數本該領域重要的書籍中。
研究主題涉及結晶學、熱化學、結構化學、材料化學、奈米孔洞材料、螢光材料、節能(綠色)化學、新合成方法等。

## 學術獎項
- 2001年，國科會與美國科學資訊所ISI台灣經典引文獎
- 2005年，財團法人徐有庠紀念基金會第四屆有庠科技論文獎
- 2006年，中山文教基金會第四十一屆中山學術獎
- 2007年，國科會傑出研究獎
- 2008年，傑出人才發展基金會傑出人才講座
- 2010年，教育部第五十四屆學術獎
- 2011年，中國化學學會學術獎章
- 2012年，教育部第十六屆國家講座